# Католицизм на Майотте
Католицизм на Майотте или Католическая Церковь в заморском департаменте Франции Майотта — часть всемирной Римско-католической церкви.

## История
До прихода европейцев на острове существовал мусульманский султанат Маоре или Маути. В 1503 году на Майотту высадились португальцы, которые впервые принесли на остров католицизм. В 1832 году мусульмане вновь овладели Майоттой. В 1843 году Майотта стала протекторатом Франции. После этого на острове снова начало распространяться христианство, в основном католицизм. Первые католические миссионеры прибыли на Майотту в январе 1845 года. С этого времени, с небольшим интервалом в четыре года с 1907 по 1911 годы, на островах присутствовали один или несколько католических священников. 4 сентября 1848 года на острове Майотта была основана Апостольская префектура Малые острова Мадагаскара. С 1851 года Апостольская префектура была поручена пастырскому попечению священникам из ордена иезуитов. 5 мая 1975 года Святым Престолом была образована Апостольская администрация Коморского архипелага, которая 1 мая 2010 года была преобразована в Апостольский викариат. С 1986 года пастырской деятельностью на островах занимались капуцины. С 12 апреля 1998 года местной католической общиной руководят монахи из монашеского ордена сальваторианцев.

## Современное положение
Бо́льшая часть населения Майотты мусульмане-сунниты. Христиан, в основном католиков, не более 3% от всего населения страны. На острове действует два католических храма — церковь Богоматери из Фатимы и церковь Святого Михаила.